# Orchestra Sinfonica Accademica di Stato della Russia "Evgenij Svetlanov"
L'Orchestra Sinfonica Accademica di Stato della Russia "Evgenij Svetlanov" (in russo Государственный академический симфонический оркестр России имени Е. Ф. Светланова?, Gosudarstvennyj akademičeskij orkestr Rossij imeni E. F. Svetlanova) è un'orchestra russa con sede a Mosca. Talvolta conosciuta come Orchestra Sinfonica di Stato Russa, l'orchestra organizza concerti a Mosca nella Sala Grande del Conservatorio di Mosca e nella Sala concerti Čajkovskij.

## Storia
L'orchestra fu fondata nel 1936 come Orchestra Sinfonica di Stato dell'URSS, con Aleksandr Gauk come primo direttore musicale. L'orchestra ha cambiato nome dopo lo scioglimento dell'Unione Sovietica. Il regista musicale più longevo dell'orchestra è stato Evgenij Svetlanov, dal 1965 al 2000. Il mandato di Svetlanov si è concluso con il suo controverso licenziamento da parte del ministro della cultura russo, Michail Švydkoj, che aveva accusato Svetlanov di aver trascorso troppo tempo a dirigere fuori dalla Russia. Nel 2005 l'orchestra ha acquisito ufficialmente il nome aggiuntivo di Orchestra Sinfonica Svetlanov. L'orchestra ora ha il nome ufficiale di Orchestra Sinfonica Accademica di Stato della Russia "Evgenij Svetlanov".
Mark Gorenstein succedette a Svetlanov come direttore musicale dal 2002 al 2011. Nel 2011 Gorenstein suscitò polemiche con le sue osservazioni sul violoncellista armeno Narek Hachnazarjan durante il Concorso internazionale Čajkovskij del 2011, che portò al suo licenziamento come direttore del concorso. L'orchestra chiese quindi il licenziamento di Gorenstein dall'orchestra, con accuse di comportamento offensivo. Gorenstein fu successivamente licenziato dall'orchestra nel settembre 2011.
Nell'ottobre 2011 l'orchestra ha annunciato la nomina di Vladimir Jurovskij come sesto e attuale direttore principale, con effetto immediato, con un contratto iniziale di 3 anni.

## Direttori musicali/Direttori d'orchestra principali
- Aleksandr Gauk (1936–1941)
- Natan Rachlin (1941–1945)
- Konstantin Ivanov (1946–1965)
- Evgenij Svetlanov (1965–2000)
- Vasilij Sinajskij (2000–2002)
- Mark Gorenstein (2002–2011)
- Vladimir Jurovskij (2011–attivo)